# Souk El Had (Relizane)
Souk El Had (în arabă سوق الحد) este o comună din provincia Relizane, Algeria.
Populația comunei este de 30.744 de locuitori (2008).